# فاستیو
فاستیو (به روسی: Фастів) شهری در استان کیف در کشور اوکراین است. جمعیت این شهر ۴۴,۸۴۱ (۲۰۲۱ تخمینی) نفر است.

## نگارخانه

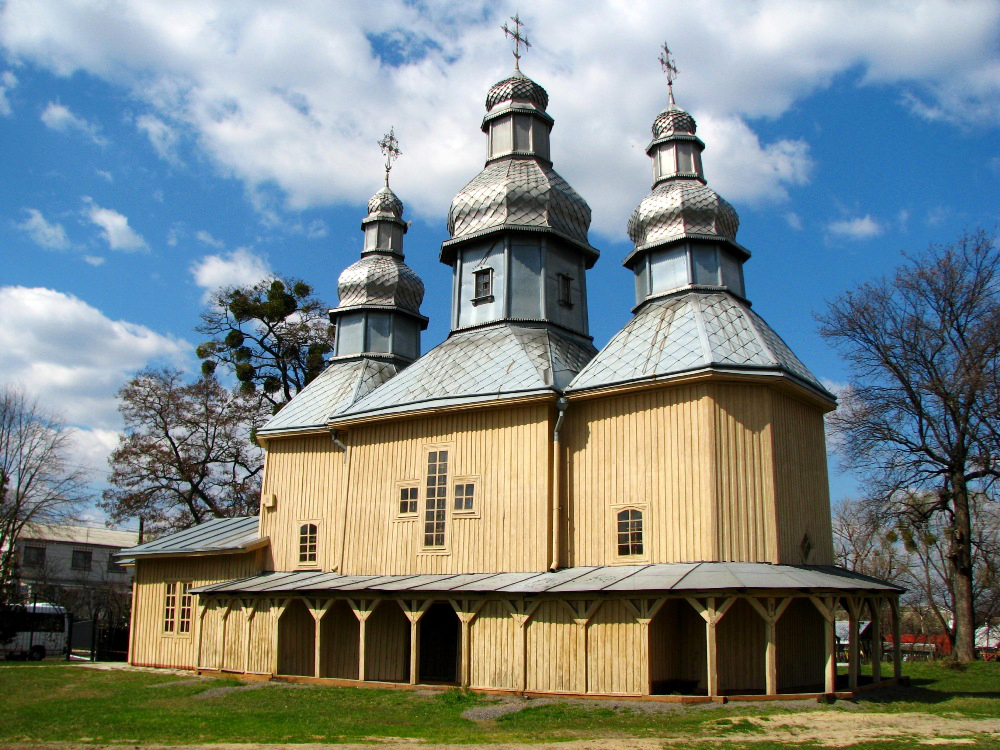
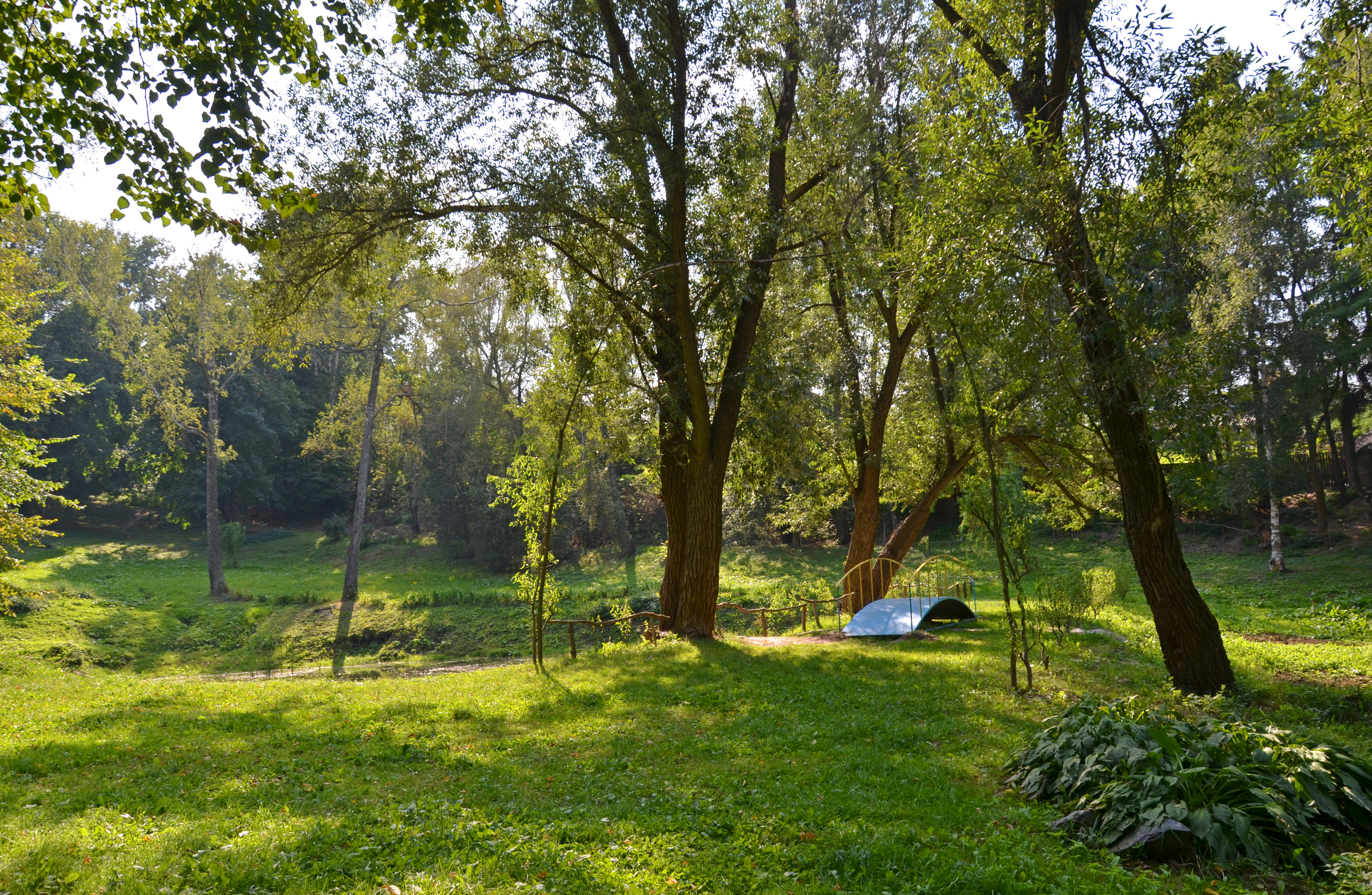
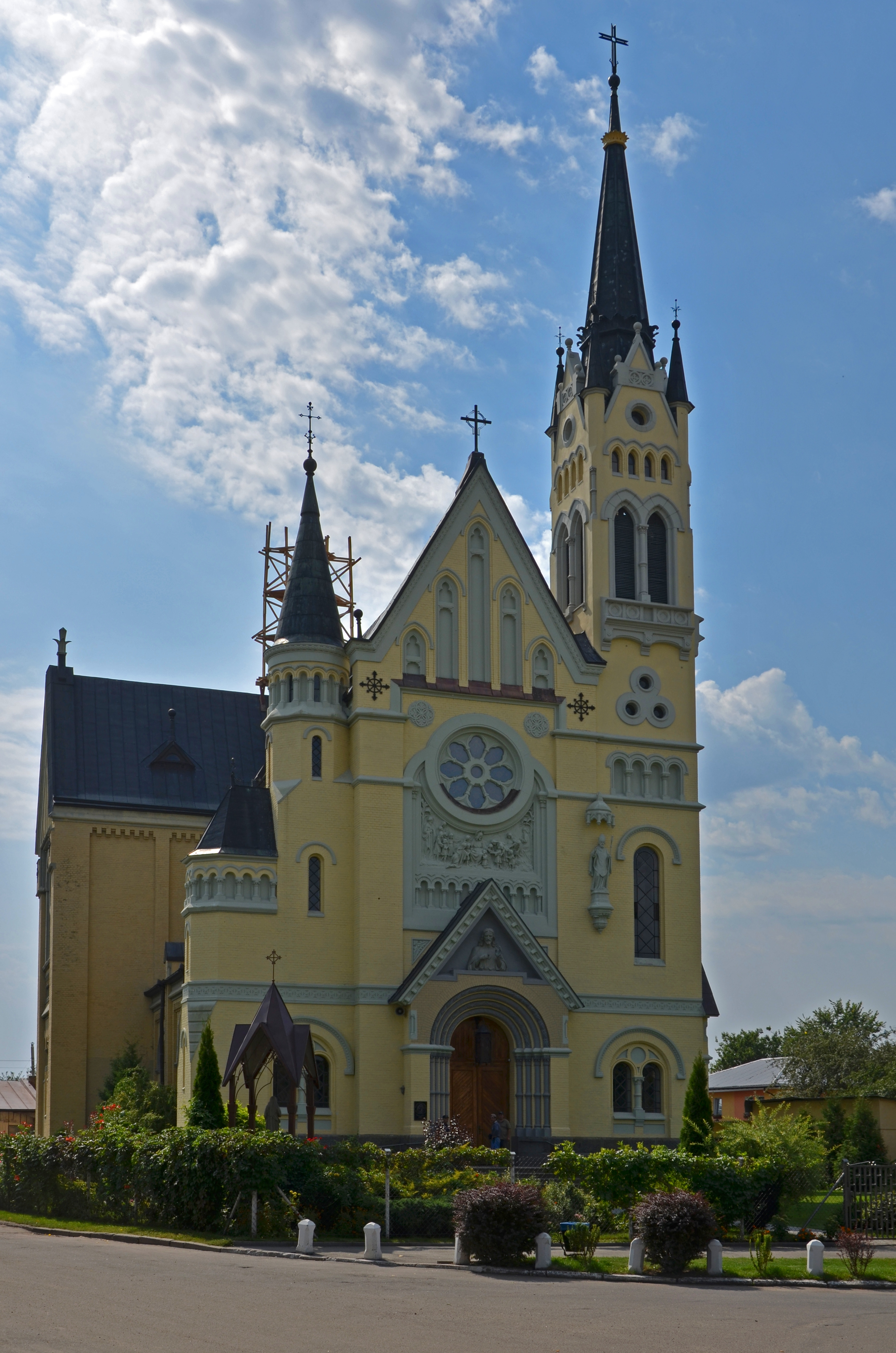